# 마이클 홀릭
마이클 앤드루 홀릭(Michael Andrew Hollick, 1973년 8월 5일 ~ )은 미국의 배우이자 성우이다. 《그랜드 테프트 오토 IV》의 니코 벨릭 성우로 잘 알려져 있다.